# Francis Vinton Greene
Francis Vinton Greene, född 27 juni 1850 i Providence, död 13 maj 1913, var en amerikansk militär.
Greene blev officer 1870, generalmajor 1898 och erhöll avsked 1899. Greene var 1877-79 militärattaché i Sankt Petersburg och deltog 1898 som brigadgeneral med utmärkelse i fälttåget mot Filippinerna. Efter avskedstagandet var han 1903-04 polismästare i New York. Han utgav bland annat The Russian army and its campaigns in Turkey (1879) och The Mississippi campaign of the civil war (1882) samt en biografi över sin frände Nathanael Greene (1893).